# Александар Ђурић (кошаркаш)
Александар Ђурић (Брегенц, 2. август 1982) бивши је аустријско-српски кошаркаш. Једну сезону је провео у Црвеној звезди са којом је освојио Куп Радивоја Кораћа.

## Биографија
Александар је рођен у српској породици која се у Аустрију преселила из Крајине. Почео је да се бави многим спортовима да би професионалном кошарком почео да се бави са 17 година. У Аустрији је освојио три националне титуле. 

### Црвена звезда
После фантастичне сезоне у аустријског лиги у којој је бележио 20,4 поена и 6,7 скокова дошао је на пробу у Црвену звезду. Тадашњи тренер Змаго Сагадин приужио му је прилику и остао је у Звезди са којом је освојио и национални куп.